# (473134) 2015 JJ10
(473134) 2015 JJ10 es un asteroide perteneciente al cinturón de asteroides, descubierto el 28 de abril de 2010 por Wide-field Infrared Survey Explorer desde el telescopio espacial Wide-Field Infrared Survey Explorer (WISE), Estados Unidos.

## Designación y nombre
Designado provisionalmente como 2015 JJ10.

## Características orbitales
2015 JJ10 está situado a una distancia media del Sol de 3,168 ua, pudiendo alejarse hasta 3,651 ua y acercarse hasta 2,685 ua. Su excentricidad es 0,152 y la inclinación orbital 15,68 grados. Emplea 2060 días en completar una órbita alrededor del Sol.

## Características físicas
La magnitud absoluta de 2015 JJ10 es 16,2. Tiene 3,111 km de diámetro y su albedo se estima en 0,06.